# Cylicasta nysa
Cylicasta nysa är en skalbaggsart som beskrevs av Dillon 1946. Cylicasta nysa ingår i släktet Cylicasta och familjen långhorningar.
Artens utbredningsområde är Costa Rica. Inga underarter finns listade i Catalogue of Life.